# Угузы
Угузы (азерб. Uğuzlar və ya Uzunlar) —  гигантские существа в азербайджанских мифологических текстах.

## Описание

### Угузы
Согласно легендам, записанным в некоторых районах Азербайджана, угузы – это большие, гигантские существа, жившие раньше. Они поднимали руками к Солнцу то, что хотели съесть, готовили и ели. Ими были сделаны большие ковры. Люди нормального роста выглядели бы в их глазах карликами. Люди будут утверждать, что крупные кости, найденные в старых могилах, принадлежат азманам и называть их «угузскими размерами». Людей с большим телом также называли «Не бойся Угуз».
В народных поверьях угузы и тепакогозы разные. Угузы считаются людьми и ткут ковры. Они кочуют, и их хоронят там, где они умирают. Тепегёз — один из великанов. Как и Угуз, он тоже высокий. Однако он не считается человеком и имеет только один глаз на голове.
Представления об угузах являются пережитком веры в существование гигантских человекоподобных существ, людей размером с гору и калантов из мифических времен. Согласно древним мифологическим представлениям, люди прошлого были очень большими, их ноги были всего на два с половиной метра ниже колена, а жили они более тысячи лет. Согласно этому убеждению, люди со временем становятся все меньше и меньше.

### Узунлар-Узухлар
В азербайджанских мифологических текстах имя Угуз также встречается как Узунлар. В этих текстах узуны - это существа, жившие в прошлом, были высокого роста и жили до трехсот лет. Говоря о них, говорят «мы были нашими предками». Узуны нашли человеческий род в лесу, а старик узунов увидел будущее и объявил, что люди заменят узунлар.

## Регионы распространения
Рассказы об огузах или угузах чаще всего встречаются в Гянджабасарском районе. Предполагается, что рассказ об огузах в грузинском фольклоре перешел из Азербайджана.